# Porotrichum longirostre
Porotrichum longirostre là một loài Rêu trong họ Neckeraceae. Loài này được (Hook.) Mitt. miêu tả khoa học đầu tiên năm 1869.